# モハンマド・アラー・アルジャリール
モハンマド・アラー・アルジャリール（Mohammad Alaa Aljaleel、1975年 - ）は、シリア人の男性である。アレッポで電気技師をしていた時にシリア内戦が起き、被害にあった人々を救助する活動を始める。街に残された猫を助けるための施設を設立し、「アレッポのキャットマン」とも呼ばれている。

## 幼少期から成人まで
アルジャリールは、アレッポで消防士として働く父親の家庭に生まれた。アレッポは古来より交易で栄えた都市で、現存する世界最古ともいわれるスークは世界遺産にも指定されている。アルジャリールは歴史の長い土地に生まれたことを誇りに思い、父親のような人々を助ける仕事に憧れながら育った。アルジャリールは13歳から14歳頃（1988年か1989年頃）に隣国レバノンで品物を買い付ける仕事を始め、食料・日用品・玩具などを売って家計を助けた。祖父は猫好きで、野良猫にエサをやっていた。5歳の頃に父が祖父からもらってきた白猫のルルは、アルジャリールが15歳になるまで共に暮らし、大切な思い出となった。
16歳頃には、叔父の手伝いでセルヴィースと呼ばれる乗合タクシーの運転手もつとめた。14歳から電気技師のもとで技術を学び、18歳の学校卒業後には技師として働くようになった。兵役にもついたが、彼自身の言葉によれば「人を貶めたいだけの指揮官たち」に虐待され、膝を負傷して療養生活を送った。兵役後にはレバノンのアメリカン大学などで働き、自分の店を持ち、東アレッポに自宅を買って25歳で結婚した。消防士になる夢は持ち続けており、研修も受けたが、願いは叶わなかった。

## 内戦と救助活動・猫との交流
シリアでは、ハーフィズ・アル＝アサド政権時代にアレッポ包囲（1970年）やハマー虐殺（1982年）などで反対派を弾圧した歴史があった。そのためアラブの春のシリアへの波及を懸念する者も多く、アルジャリールもその1人だった。
2012年5月にはアレッポ大学で政府に抗議する学生のデモがあり、2012年7月19日にはアレッポでバッシャール・アル＝アサド政権の政府軍と、反体制派の自由シリア軍の戦闘が始まった。アレッポでは電気が止まり、通りで猫を多く見かけるようになった。住人が避難を始め、猫が置き去りにされるようになったためだった。
アルジャリールは、自分が政府側でも反体制側でもなく中立だと考えていた。最も被害を受ける貧しい人々の側に立つことを望み、そうした人々を助けるために救援活動に参加した。自前のミニバンを救急車として使ってボランティアをした。
戦闘が激しくなると、アルジャリール一家は東アレッポからハナーノ団地に引っ越した。店からの売り上げがほとんどなくなったために閉店し、貯金を取り崩しながらの生活となった。戦闘開始から約1ヶ月後に通りで白い猫を見かけ、子供時代に大切だった猫にちなんでルルと名付けて引き取る。それ以来、救助活動の時に猫に出会うと、エサをやったり手当をするようになった。
猫を保護する理由として、イスラームの伝承集であるハディースには猫が大切にされていた逸話がある点もあげている。
2015年から、アルジャリールの活動がシリアの外でも知られるようになった。その頃には、彼は置き去りにされた60匹から70匹の猫の世話をしていた。イギリスのジャーナリストが取材をした記事でアルジャリールは注目され、テレビのインタビューも受けて「アレッポのキャットマン」と呼ばれた。アルジャリールの活動への支援も始まり、人道援助団体のカラム財団は車を提供し、NGOのシリア・チャリティは救援活動に対して月給を支払った。アルジャリールの他にも救助活動ボランティが増え、ボランティア組織のホワイト・ヘルメット（シリア民間防衛隊）とも協力をした。その間にも戦闘は次第に激化し、ボランティアの死亡も起きた。政府軍はヘリコプターから樽爆弾で市街地を爆撃し、短時間で同じ場所に爆撃するダブル・タップと呼ばれる戦法を行うようになった。これによって、救助活動に駆けつけたボランティアも危険にさらされた。アルジャリールの妻子は2015年にアレッポを去って隣国トルコへ避難し、イスタンブールで生活を始めた。

## サンクチュアリ設立
アルジャリールの活動を知り、支援や交流を望む人々が国外で増えていった。イタリア在住でレバノンにもルーツを持つアレッサンドラ・アービディーンは、アルジャリールに連絡をとり、Facebookにグループを作ることを提案した。そして、グループを使って猫が暮らせる施設の設立資金を集めることを申し出た。アルジャリールは当初は乗り気ではなかったが、アービディーンの説得で承諾する。こうしてイル・ガターロ・ダレッポ（イタリア語で「アレッポのキャットマン」）のFacebookグループと、Twitterのアカウントが作られると、ヨーロッパを中心にフォロワーが増えていった。アルジャリールは、アーバディーンが愛猫のエルネストをガンで亡くしていたことを知り、当時保護した猫にエルネストという名前をつけた。そして、施設の名前も「エルネストズ・サンクチュアリ・フォー・キャッツ」とした。
サンクチュアリは、自宅に近いハナーノ地区で木が生えている土地を購入して建設された。猫の保護をきっかけにアレッポの苦境を世界に知らせる役割も果たし、世界各地から集まった支援によって周辺の約2000人の住人に食料を配った。貧しい人々から優先して支援し、医療費の提供や生活物資の運搬、建物の修繕も行った。団体の救急車も購入し、2016年には170匹近くの猫を保護した。
サンクチュアリでは、子供が猫に親しんでもらうための活動も行ない、多くの子供たちが参加した。街に残された猫に出会ったときの接し方や、エサのやり方なども教えた。アルジャリールは、シリアでは猫に対する印象が悪いと考えており、実際に彼の活動は多くの批判も受けたが、次第に周囲の反応はよくなっていった。寄付をもとに子供のための遊園地の建設や誕生会なども可能になり、子供が楽しめる環境を整えた。サンクチュアリにも取材は訪れるようになった。

## アレッポからの退避・施設の再開
2016年の7月7日以降にアレッポは包囲され、2016年10月3日に最後通告が出され、携帯電話には政権からのメッセージも届いた。それ以降は爆撃が激しくなり、11月にはサンクチュアリも爆撃され、生き残った猫は30匹ほどになってしまった。
アレッポは破壊された。アルジャリールは大きなショックを受けたが、生き残った猫を集めて住まいを移動した。2016年12月に政府軍と反体制派の停戦合意がなされ、アレッポの住人はイドリブ県に移動できることになった。アルジャリールは猫とともに救急車で移動し、目的地に着いたあとは負傷者の移送を行なった。
アルジャリールの友人たちはヨーロッパで暮らすことをすすめたが、彼はシリアで助けを求める人々のために働くことを選んだ。NGOの協力でトルコに入国したアルジャリールは友人たちや家族と会い、サンクチュアリの再開を計画する。イスタンブールで出会ったフィラースという猫とともにシリアに入国し、2017年にトルコ国境の近くに「エルネストのパラダイス」という施設を設立した。虎のような毛並みをしたマキシという猫がマーケティング担当となってSNSで活躍し、資金集めは順調に進んだ。建設では地元の人間を雇用し、子供のために「希望の遊園地」と名づけた遊園地を併設した。「希望」という名は、かつてサンクチュアリにいたホープという名犬に由来している。
新しいサンクチュアリの土地には、シリア各地から避難してきた人々が多く、シリアにとどまっていた獣医のユースフの協力も得た。このため猫以外の動物の手当ても可能になり、約100匹の猫の他に、犬、サル、ウサギ、ハト、ガン、アヒル、馬なども保護した。子供に動物との接し方を教える活動も再開した。
その後、政府軍がイドリブ県を攻撃したためにサンクチュアリは移動した。2020年3月5日のトルコとロシアの首脳会議によって停戦となったが、新型コロナウイルスの流行による物価の高騰や、1000匹に急増した保護猫に対応している。

## 著書
- The Last Sanctuary in Aleppo: A remarkable true story of courage, hope and survival, Headline, 2019.
  - 大塚敦子訳 『シリアで猫を救う』（講談社, 2020年） - ダイアナ・ダーク（英語版）との共著。